# Acidente do Dornier Do J prefixo P-BACA em 1928
A queda do hidroavião Santos Dumont foi um acidente aéreo ocorrido durante as comemorações pelo retorno de Alberto Santos Dumont ao Brasil em 3 de dezembro de 1928.
Por ocasião do retorno de Santos Dumont, foram organizadas diversas homenagens, entre elas o sobrevoo de dois hidroaviões Dornier Do J Wal do Syndicato Condor sobre o SS Cap Arcona, navio que transportava o ilustre aviador brasileiro.

## Acidente

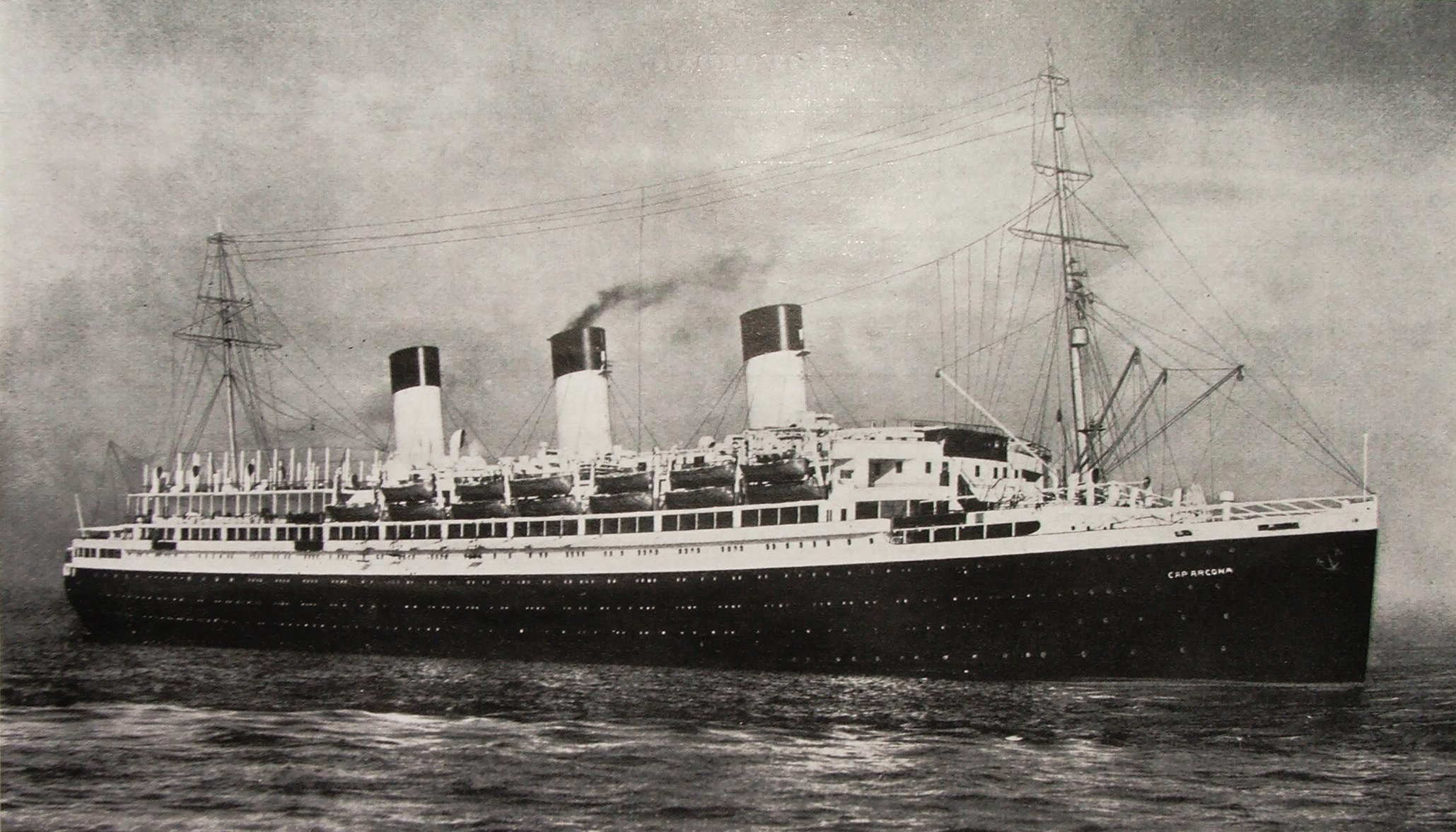
O SS Cap Arcona em 1927.

As aeronaves Dornier Do J prefixos P-BAIA (batizada Guanabara) e P-BACA  (Santos Dumont -batizada em homenagem ao aviador) decolaram da Baía de Guanabara e sobrevoariam o Cap Arcona, onde lançaram mensagens de boas vindas a Alberto Santos Dumont. O Santos Dumont era conduzido pelo comandante alemão August Wilhem Paschen, transportando uma tripulação de 9 passageiros composta por amigos de Santos Dumont e personalidades da época.
O Santos Dumont faria uma manobra que lhe custaria a perda de sustentação, causando a queda do aparelho na Baía de Guanabara, diante dos olhos dos tripulantes e passageiros do Arcona, incluindo Santos Dumont. Abatido, ele suspende as festividades e retorna a Paris. Apesar dos esforços de salvamento, liderados pela Marinha do Brasil através dos Contratorpedeiros Amazonas (CT-1) e Pará (CT-2), somente o mecânico da aeronave Walter Hasseldorf sobreviveu à queda, falecendo horas mais tarde.
Entre os mortos no desastre estava o médico Amaury de Medeiros, o matemático Manuel Amoroso Costa, Tobias Moscoso, Ferdinando Labouriau, Frederico de Oliveira Coutinho e Paulo de Castro Maia. Durante a retirada dos corpos e dos restos da aeronave, ocorreu a morte de um escafandrista da Marinha.

## Consequências
Após presenciar o acidente, Santos Dumont ficaria abatido, chegando dizer aos organizadores: "Eu sempre pedi a vocês que não voassem na minha chegada. A agitação ensejou um grave descuido. Quantas vidas sacrificadas por minha modesta pessoa!". Ele decorou todos os orbituários e visitou os 12 funerais. Cancelou as festividades e voltando para a França. Sua depressão se agravaria, de forma que ele se suicidou poucos anos depois. Esse foi o primeiro acidente com uma aeronave comercial no Brasil, embora a mesma não estivesse operando comercialmente naquele dia, gerando grande comoção junto à imprensa e opinião pública.